# Koski járás

A Koski járás a Szamarai területen

A Koski járás (oroszul Кошкинский район) Oroszország egyik járása a Szamarai területen. Székhelye Koski.

## Népesség
- 1989-ben 34 766 lakosa volt.
- 2002-ben 25 239 lakosa volt, melynek 54,5%-a orosz, 27,7%-a csuvas, 9,73%-a tatár.
- 2010-ben 24 194 lakosa volt, melynek 58,3%-a orosz, 25,3%-a csuvas, 9,4%-a tatár, 4,1%-a mordvin.